# Stephanie Kim
Kim Bo-kyung (en hangul, 김보경; en hanja, 金寶京; San Diego, California, 16 de octubre de 1987), más conocida como Stephanie Kim o por su nombre monómino Stephanie, es una cantante y actriz surcoreana-estadounidense. Nacida y criada en California, ella fue a Corea del Sur y se unió a S.M. Entertainment después de ganar el "Youth Best Selection Competition" en febrero de 2004. Después de años de entrenamiento, debutó como miembro del grupo femenino surcoreano The Grace en abril de 2005, en el que estuvo hasta 2009. En octubre de 2012, comenzó su carrera en solitario con el lanzamiento del álbum sencillo The New Beginning.

## Carrera

### 2005-2009: The Grace
Stephanie hizo su debut como miembro del grupo femenino The Grace en 2005. En 2009, decidió abandonar el grupo debido a sus problemas de salud.

### 2011-presente: Carrera en solitario
En 2011, Stephanie se convirtió en miembro del Ballet de Los Ángeles.
El 8 de octubre de 2012, Stephanie debutó en solitario bajo otra discográfica llamado Media Line, y lanzó su primer álbum sencillo The New Beginning con el sencillo principal "Game". En abril de 2014, se informó que lanzaría una pista independiente en el verano bajo la nueva discográfica Mafia Records, pero se retrasó debido a una razón desconocida. Durante tres meses el verano de 2015, Stephanie había lanzado un montón de música. Su sencillo digital "Prisoner" finalmente se lanzó en agosto. Su siguiente sencillo digital "Blackout" fue lanzado a fines de septiembre. Stephanie lanzó su primer EP Top Secret. La canción principal del EP, "Up, Up", fue grabado con L.Joe (en esa época) de Teen Top en octubre.
Stephanie lanzó su tercer sencillo digital "Tomorrow" el 6 de mayo de 2016. A fines de mayo de 2016, expiró el contrato de Stephanie con SM Entertainment. Mantuvo su actuación en solitario bajo la discográfica Mafia Records.
En abril de 2019, Stephanie se unió a WK Media después de que finalizó su contrato con Mafia Records. Poco después, el sencillo digital "Man on the Dance Floor" fue lanzado el 18 de abril

## Discografía

### EPs
| Año  | Álbum | Posicionamiento en listas | Ventas        |
| Año  | Álbum | COR                       | Ventas        |
| ---- | --- | ------------------------- | ------------- |
| 2015 | Top Secret - Lanzamiento: 13 de octubre de 2015 - Compañías discográficas: Mafia Records, Interpark - Formato: CD y descarga digital | 20                        | - KOR: 12 496 |

### Sencillos
| Título                                                                  | Año  | Posicionamiento en listas | Ventas         | Álbum             |
| Título                                                                  | Año  | COR                       | Ventas         | Álbum             |
| ----------------------------------------------------------------------- | ---- | ------------------------- | -------------- | ----------------- |
| «Game»                                                                  | 2012 | 94                        | - KOR: 44 661+ | The New Beginning |
| «Prisoner»                                                              | 2015 | 180                       | —              | Top Secret        |
| «Blackout»                                                              | 2015 | —                         | —              | Top Secret        |
| «Tomorrow»                                                              | 2016 | —                         | —              | Sin álbum         |
| «Man on the Dance Floor»                                                | 2019 | —                         | —              | Sin álbum         |
| «Say It» (con Lina)                                                     | 2019 | —                         | —              | Sin álbum         |
| «Love Pain»                                                             | 2020 | —                         | —              | Sin álbum         |
| "—" indica que la canción no se posicionó o lanzaron en esa territorio. |      |                           |                |                   |

### Colaboraciones
| Título                                                                  | Año  | Posicionamiento en listas | Ventas | Álbum                | Artista(s)                          |
| Título                                                                  | Año  | COR                       | Ventas | Álbum                | Artista(s)                          |
| ----------------------------------------------------------------------- | ---- | ------------------------- | ------ | -------------------- | ----------------------------------- |
| «Together As One»                                                       | 2016 | —                         | —      | Hooxi, The Beginning | Varios artistas                     |
| «Apelación a los nacionales» (통고국내문)                               | 2020 | —                         | —      | Sin álbum            | Jisehee, Somerz (con Park Young Su) |
| "—" indica que la canción no se posicionó o lanzaron en esa territorio. |      |                           |        |                      |                                     |

### Apariciones en bandas sonoras
| Título                                                                  | Año  | Posicionamiento en listas | Ventas | Álbum                                                           |
| Título                                                                  | Año  | COR                       | Ventas | Álbum                                                           |
| ----------------------------------------------------------------------- | ---- | ------------------------- | ------ | --------------------------------------------------------------- |
| «Selección» (선택)                                                      | 2015 | —                         | —      | Immortal Songs: Singing the Legend (Baek Ji-young)              |
| «Te vas» (떠나는 임아)                                                  | 2016 | —                         | —      | Immortal Songs: Singing the Legend (Oh Seung-geun & Jo Hang-jo) |
| «Convertirse en polvo» (먼지가 되어)                                    | 2016 | —                         | —      | Immortal Songs: Singing the Legend (Kim Kwang-seok)             |
| «Paraguas Perdido» (잃어버린 우산)                                      | 2016 | —                         | —      | Immortal Songs: Singing the Legend (Lunar New Year Special)     |
| «La Cara Que Extraño» (보고 싶은 얼굴)                                  | 2016 | —                         | —      | Immortal Songs: Singing the Legend (Min Hae-kyung)              |
| «Elegía del Ocaso» (황혼의 엘레지)                                      | 2016 | —                         | —      | Immortal Songs: Singing the Legend (Songwriter Park Chun-seok)  |
| «El día después de que te fuiste» (헤어진 다음 날) (con Sung Jin-woo)   | 2016 | —                         | —      | King of Mask Singer: Episode 65                                 |
| «Día 100» (100일 째 만남)                                               | 2016 | —                         | —      | Immortal Songs: Singing the Legend (Roo'ra)                     |
| «THE BODY SHOW Gym» (체조) (con Lee Yang Ban)                           | 2016 | —                         | —      | OnStyle THE BODY SHOW 4 Gym                                     |
| «와»                                                                    | 2016 | —                         | —      | Immortal Songs: Singing the Legend (Composer Choi Jun-young)    |
| «Anding»                                                                | 2017 | —                         | —      | The Lady in Dignity OST, parte 9                                |
| "—" indica que la canción no se posicionó o lanzaron en esa territorio. |      |                           |        |                                                                 |

## Filmografía

### Dramas
| Año  | Título            | Papel         |
| ---- | ----------------- | ------------- |
| 2017 | Jefe introvertido | Director Park |

### Programas de variedades
| Año        | Título                   | Papel                           | Notas |
| ---------- | ------------------------ | ------------------------------- | --- |
| 2012; 2015 | Hello Counselor          | Invitada                        | Episodio 99 Episodio 247 |
| 2016       | Immortal Song 2          | Competidor                      | Episodio 234 (16 de enero) Episodio 235 (30 de enero) Episodio 236 (6 de febrero) Episodio 237 (28 de febrero) Episodio 280 (3 de diciembre) |
| 2016       | Duet Song Festival       | Competidor                      | episodio 4 |
| 2016       | King of the Mask Singer  | Competidor                      | Episodios 65–66 (como «Video Tour of Departure»)                                                                                             |
| 2016       | King of the Mask Singer  | Miembro del jurado              | Episodios 73–74 |
| 2016       | Hit the Stage            | Concursante                     | Episodios 5–6 |
| 2016       | I Can See Your Voice     | Miembro del panel de detectives | Episodios 2, 4–5 |
| 2017       | Singing Battle – Victory | Competidor                      | Episodios 24–25, 28–29 |
| 2017       | Idol School              | Profesor de baile               | Mentor habitual |

### Teatro musical
| Año  | Título                      | Papel         |
| ---- | --------------------------- | ------------- |
| 2013 | Oh! While You Were Sleeping | Jeong Sook-ja |
| 2019 | Jack the Ripper             | Gloria        |

### Programas de radio
| Año       | Título                    | Notas |
| --------- | ------------------------- | ----- |
| 2014–2015 | Arirang Radio Súper K-POP | DJ    |
| 2014–2016 | Arirang Radio Sonido K    | DJ    |